# Annie Lillis
Annie Lillis (auch Anne Lillis) ist eine US-amerikanische Schlagzeugerin. Bekannt wurde sie 2024 als Schlagzeugerin der kanadischen Instrumental-Surf-Rock-Band The Surfrajettes.

## Leben und Karriere
Lillis stammt aus Cleveland im US-Bundesstaat Ohio. In der regionalen Szene spielte sie bei der Surf-Rock-Band The Beyonderers aus Akron sowie bei der Indie-Rock-Band Safe Words aus Cleveland, mit der sie 2019 die EP No News is Bad News veröffentlichte. Daneben war Lillis als Tour-Schlagzeugerin für die Singer-Songwriterinnen Jessica Lea Mayfield und Samantha Crain tätig.
Ende 2023/Anfang 2024 schloss sich Lillis The Surfrajettes in Toronto an und übernahm den Schlagzeugpart der Band. Seither ist sie fester Bestandteil der Besetzung und begleitete die Gruppe u. a. auf Konzertreisen in Großbritannien und Kontinentaleuropa. Rezensionen heben ihr dynamisches, treibendes Spiel auf der Bühne und auf dem Album Easy as Pie (2024) hervor.

## Diskografie (Auswahl, mit The Surfrajettes)
- 2024: Easy as Pie (Album)[9][10]